# 국제평화지원단

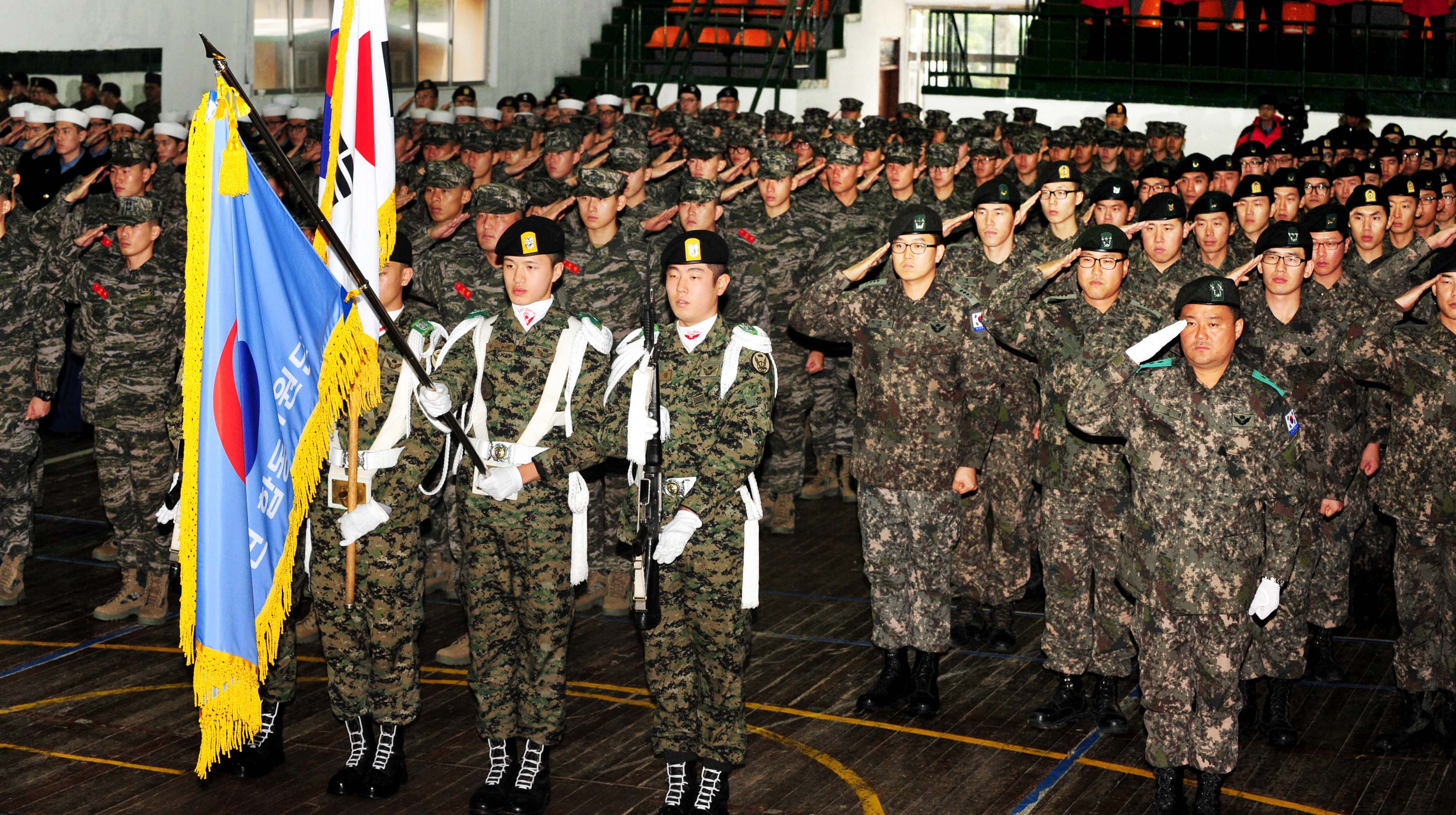
아라우 부대 창설식 (2013년 12월)

국제평화지원단(國際平和支援團, 영어: International Peace Supporting Standby Force, 상징명칭: 온누리부대)은 대한민국의 국제평화유지 활동 참여를 보장하기 위해 기존의 육군특수전사령부의 제5공수특전여단을 개편하여 창설된 대한민국 육군 특수전사령부 예하의 부대이다.

## 임무와 편성[3]

### 임무
1. 국제평화유지활동 참여 임무 부여 시 1～2개월 이내에 파병이 가능하도록 파병즉응태세를 유지하며, 의명 해외에 파견되어 UN PKO 및 다국적군 평화유지활동 임무를 수행한다.
2. 전시 또는 국가 위기 시에는 작전계획에 명시된 임무를 수행한다.

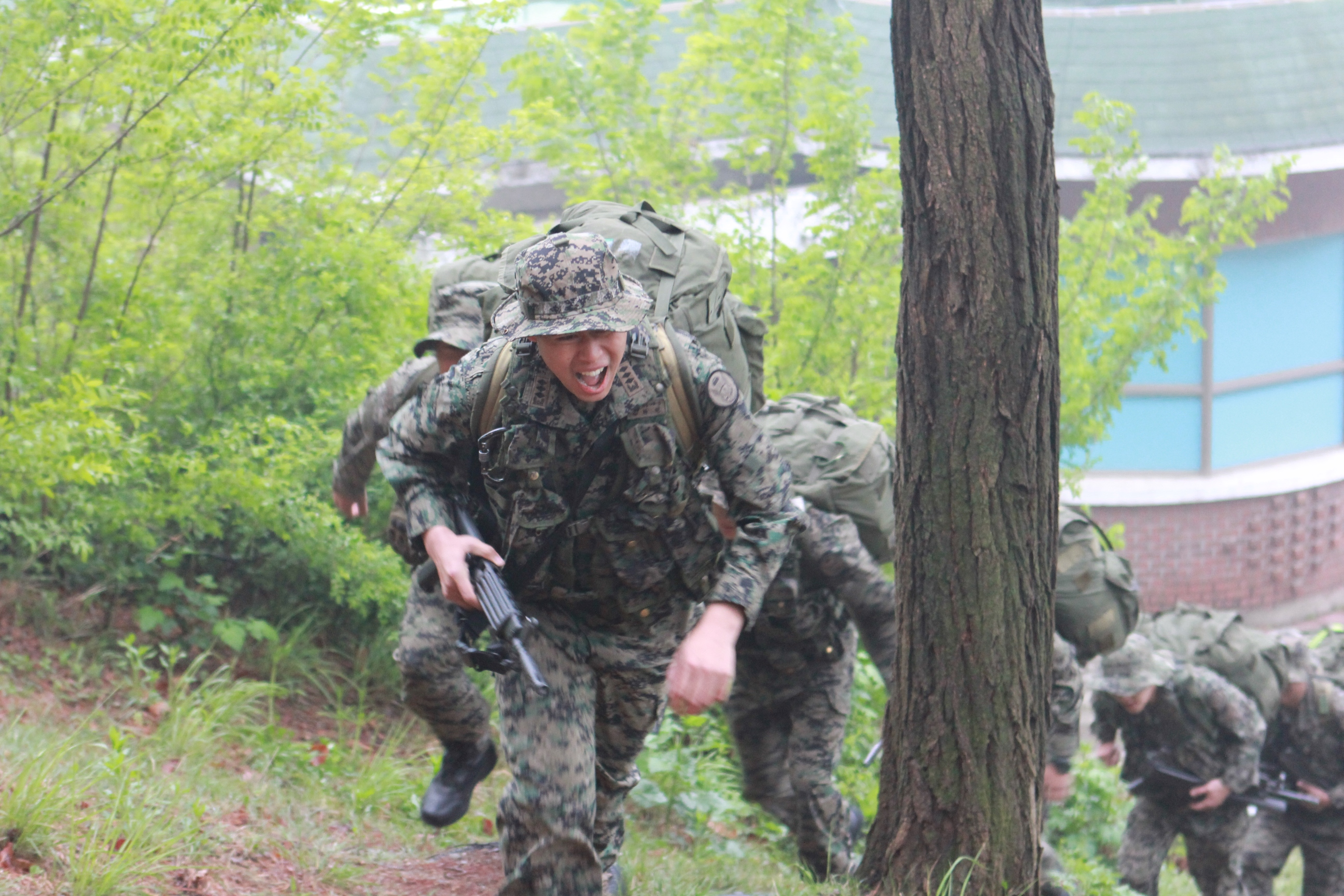
훈련중인 국제평화지원단 장병들

### 편성
국제평화지원단은 특전사 예하에 1,000명 규모로 운영하며, 파병 임무 부여 시 1개월 이내 파병이 가능하도록 상시 파병준비태세를 유지한다. 예비지정부대는 파병부대와 임무 교대 또는 추가 파병 소요 발생 시 임무를 수행하는 부대로, 특전사 예하 2개 여단에 각 1개 대대씩과 해병대 1개 대대 1,000명 규모로 운영한다. 별도지정부대는 기능별 파병소요에 대비하여 육, 해, 공군에서 다양한 부대를 1,000명 규모로 운영한다. 육군은 공병대대, 특공대대, 항공중대, 기계화보병중대, 군사경찰소대, 폭발물처리반을 운영한다. 해군은 해상수송부대, 해난구조반, 탐색 구조대를 운영하고, 해병대는 UAV소대를 운영한다. 공군은 항공수송부대를 운영한다.

## 임무 중인 해외파병[4]
- 레바논 동명부대/파병기간 : 2007년 7월 19일 ~ 현재[5]

레바논 티르에 파병된 동명부대는 대한민국 유엔평화유지군 파병 역사상 최장기 파병기록을 가지고 있는 전투부대이다. 책임 지역 내 불법무기와 무장세력 유입에 대한 감시정찰작전과 우호적인 작전환경 조성을 위한 민군작전, 레바논군 지원 및 협조체계 유지 등의 임무를 수행하며 UNIFIL 서부여단 예하에 편성되어 있다. 동명부대의 완벽한 임무수행능력은 UN으로부터 ‘최고의 파병부대’라는 평가를 받았으며, 현지 주민들에게는 ‘신이 내린 선물’이라는 찬사를 받았다.
| 현재인원 | 273        |
| 최초파병 | 2007년 7월 |
| 지역     | 티르       |
| 교대주기 | 8개월      |

21년 12월 1일 기준
| 레바논 동명부대 | 레바논 위치 |
| --------------- | ----------- |

- UAE 아크부대/파병기간 : 2011년 1월 11일 ~ 현재[7]

아크부대는 국군 창설 이래 최초의 군사 협력 파병부대로서, 으뜸이라는 숫자 1이 7회 반 복되는 2011년 1월 11일 11시에 UAE로 파병함으로써 파병역사의 한 장을 열었다. 부대명인 AHK는 아랍어로 ‘친구’라는 뜻을 가지고 있다. 아크부대는 특수 전·대테러·고공팀 및 해특단이 함께 어우러져 대한민국 최정예 특수전 부대로서 ‘세계최강! 무적아크!’ 라는 구호아래 대한민국-UAE 군사 협력을 바탕으로 대한민국의 국익 증진과 특수전 교리발전을 위해 불철주야 최선의 노력을 다하고 있다. 현재 임무를 수행하고 있는 아크 9진은 지난 3월 10일 전개하여 아크부대의 위상과 전통을 이어가고 있다. 어느덧 아크부대가 UAE로 전개한지도 1,500일을 넘어섰으며 이러한 시점에서 아크부대 파병의 의미와 전략적 발전 방안에 대해 생각해보는 일은 중요한 의미를 지닌다고 할 수 있을 것이다.
| 현재인원 | 149        |
| 최초파병 | 2011년 1월 |
| 지역     | 알 아인    |
| 교대주기 | 8개월      |

21년 12월 1일 기준
| UAE 아크부대 | 아랍에미리트 위치 |
| ------------ | ----------------- |

- 남수단 한빛부대(UNPKO)/파병기간 : 2013년 3월 31일 ~현재[9]

남수단은 2011년 7월 수단으로부터 독립한 신생 독립국이다. 한빛부대는 남수단의 평화 및 재건지원을 위해 2013년 3월 파병된 유엔평화유지군으로 대부분이 공병이며, 의료진 및 특전사 경비요원 등으로 구성되어 있다. 한빛부대는 백나일강 제방 공사를 실시하여 우기 때마다 발생하는 홍수피해 방지하였으며, 활주로 주기장 확장공사, 난민보호소 부지 신축, 주바-보르간 도로 개통 등 재건지원 사업을 전개하였으며, 진료 지원 및 방역 활동과 자립 여건 조성을 위해 한빛농장을 개설하여 농사기술 전수 등 다양한 대민활동을 펼쳐 현지인으로부터 많은 찬사를 받고 있다.
| 현재인원 | 278        |
| 최초파병 | 2013년 3월 |
| 지역     | 보르       |
| 교대주기 | 8개월      |

21년 12월 1일 기준
| 남수단 한빛부대 | 남수단 위치 |
| --------------- | ----------- |

## 임무 완료 해외파병
- 필리핀 아라우부대(국방협력)/파병기간 : 2013년 12월 21일 ~ 2014년 12월 22일[11]

아라우는 필리핀 현지어로 ‘태양, 희망, 날’을 뜻하며, ‘어둠 뒤에 태양이 온다!’는 의미가 있다. 아라우부대는 2013년 11월 태풍 하이옌으로 국토가 초토화된 필리핀 타클로반의 재건지원을 위해 파병되었다. 전체 파병 인원은 520여 명으로 해군 상륙함 2대, 중형굴살시 등 재해 복구에 필요한 장비 19종 30대, 물자 12종 35톤 등을 탑재한 대규모 파병으로서 이라크 자이툰부대 다음으로 두 번째 규모이다. 부대 전개 이후 주요도로 및 건물복구, 잔해 제거, 기술학교 운영, 의료지원 등 다양한 활동을 통해 태풍피해로부터 조기복구 되는데 크게 기여를 하였다.
| 필리핀 아라우부대 | 필리핀 위치 |
| ----------------- | ----------- |

- 아프간 오쉬노부대/파병기간 : 2010년 7월 1일 ~ 2014년 6월 26일

오쉬노부대는 내전 및 탈레반 정권 붕괴 이후 무장 세력의 테러로 악화된 치안을 안정시키고 재건지원을 위해 파병되었으며 경호경비대(지상 호송, 경호작전, 기지방호 및 경계작전 담당), 항공지원대(공중호송 및 정찰임무), 경비중대(駐아프가니스탄 한국대사관 경계임무), 작전지원대(오쉬노부대 전투임무를 지원) 4개 부대로 구성되어 임무를 수행하였다. 오쉬노부대는 적대세력이 실존하고 있는 환경에서 상황별 반복훈련과 최첨단 장비운용 및 작전경험을 통해 우리 군의 전투력 향상에 기여했다는 평가를 받았다.
| 아프간 오쉬노부대 | 아프가니스탄 위치 |
| ----------------- | ----------------- |

- 아이티 단비부대/파병기간 : 2010년 2월 17일 ~ 2012년 12월 22일[12]

2010년 1월 12일 규모 7.0의 강진이 아이티 전역을 강타했다. UN 안보리 결의안 제1908호에 의거 아이티의 신속한 복구와 재건 및 안정화를 위해 UN에서 파병을 요청해 왔다. 대한민국은 국제사회의 책임 있는 국가로서 역할을 다하고 아이티가 꿈과 희망을 되찾아 주기 위해, 그해 2월 27일 공병부대를 주축으로 한 단비부대를 신속히 파병하여 현재 UN 내에서 최고 파병부대로 성공적으로 임무를 수행했다. 단비부대는 대한민국 국군이 UN과 함께한 20년의 세월 속에서 가장 찬란하게 빛나는 역사이고, 대한민국뿐만 아니라 UN 198개 회원국의 자랑이며 개발도상국들의 롤 모델이다. 지난 60여 년간 경험을 통해 축적된 노하우를 전수해 주는 대한민국 단비부대의 활약은 UN의 19개 파병국 중 그 어떤 활동보다 의미 있고, 실질적인 도움을 주었다.
| 아이티 단비부대 | 아이티 위치 |
| --------------- | ----------- |

- 이라크 다이만부대/파병기간 : 2004년 10월 12일 ~ 2008년 12월 21일

다이만부대는 쿠웨이트에 전개하여 자이툰부대와 다국적군의 군수 보급 및 병력을 공수하는 전투 근무 지원 임무를 수행하였다. 이라크 지역 입·출항 시 적의 위협으로부터 항공기 노출을 최소화 및 신속한 이탈을 위한 고도의 숙달된 전술 비행 등 우수한 공군작전 능력을 통해 4년 3개월의 임무 수행 기간 동안 무사고 비행기록 수립하였다. 또한 병력 4만4천여 명과 군수물자 4천6백여 톤을 수송하였으며, 지구 86바퀴에 해당하는 340만km를 비행하며 성공적으로 임무를 수행하였다.
| 이라크 다이만부대 | 이라크 위치 |
| ----------------- | ----------- |

- 이라크 자이툰부대/파병기간  : 2004년 4월 23일 ~ 2008년 12월 30일[13]

우리 정부는 미·영 연합군의 ‘이라크 자유 작전’을 지원하기 위해 서희·제마부대를 파병하였으나, 이라크의 치안 부재 등으로 전후처리에 어려움을 겪던 미국이 전투병 파병을 요청함에 따라 2004년 4월 3천여 명 규모의 자이툰부대가 파병됐다. 자이툰부대는 도시·농촌 재건사업 지원, 치안 유지, 정보인프라 구축 활동 등 70여 개의 프로젝트를 통해 인도적 지원 활동을 수행했다. 자이툰부대는 치안 담당 이라크 경찰의 교육 훈련, 순찰차 등 치안 장비 지원, 치안 시설 복구 및 지뢰 제거, 공공시설 복구, 도로 건설 등 다양한 지원 활동을 펼쳤다. 2008년 철수할 때까지 4년 8개월 동안 연인원 17,700여 명의 병력으로 이라크 평화재건 임무를 성공적으로 수행하여 동맹군들 사이에 ‘민사작전의 롤 모델’로 평가받았다.
| 이라크 자이툰부대 | 이라크 위치 |
| ----------------- | ----------- |

- 동티모르 상록수부대/파병기간 : 1999년 10월 4일 ~ 2003년 10월 23일[14]

동티모르는 1999년 8월 주민투표에 의해 인도네시아로부터 독립했다. 그러나 독립을 반대하는 친 인도네시아계 민병대의 활동으로 주민 학살이 자행되는 등 혼란 상태가 지속하자 국제연합에서는 다국적군을 파견하기로 결의했다. 한국도 1999년 9월 '국군부대의 동티모르 다국적군 파병동의안'이 국회에서 통과되었다. 상록수부대는 특전사 1개 대대, 의로 및 공병 요원 등 419명이 혼합 편성되어 파견되었다. 2000년 2월부터 유엔평화유지군(PKF)의 지위로 전환되었다. 건군 이래 국제 평화 유지 활동에 파병된 최초의 보병 부대로 2003년 10월 그 임무를 마치고 철수했다.
| 동티모르 상록수부대 | 동티모르 위치 |
| ------------------- | ------------- |

## 선발과정[15]

### 파병부대원 선발
파병부대원은 파병 전담부대 및 별도지정부대 편성 인원을 중심으로 선발하며, 자체 충원이 곤란한 인원은 각 군에서 중앙선발한다. 각 군 참모총장은 국방부와 합참의 편성지침을 근거로 파병부대원을 선발하여 그 결과를 국방부 장관에게 보고한다. 각 군 참모총장 및 합참의장은 선발 결과를 파병 1개월 전까지 국방부 장관에게 보고해야 한다.

### 파병부대 지휘관 선발
파병부대 지휘관은 파병부대 임무를 고려하여 해당 병과 장교를 선발함을 원칙으로 한다. 다만, 전투 근무지원부대의 경우 전투병과 장교를 선발 할 수 있다. 부대 지휘관은 가급적 파병 전담부대 및 별도지정부대에서 선발함을 원칙으로 하되, 해당 부대에 가용자원이 없을 경우 각 군의 추천을 받아 합참의장이 선발하여 국방부 장관에게 보고한다. 전투병과 장교를 전투근무지원부대 지휘관으로 선발하는 경우 부지휘관 또는 선임장교는 전투근무지원병과 장교로 보직하고, 전투근무지원병과 장교를 전투근무지원부대 지휘관으로 선발하는 경우 부지휘관 또는 선임장교는 전투병과 장교로 보직하여야 한다.

## 복장과 휘장[16]

### 복장규정
파병 요원은 각 군 고유복장 착용을 원칙으로 한다. 단 별도의 통일된 복장 필요시 동일 복장(군모, 군복, 군화 등)을 착용한다. 부착물의 경우 UN PKO 파병요원은 UN의 규정에 따라 UN에서 지급하는 부착물을 부착하고, 그 외의 경우는 국내 복제규정을 적용하되, 태극기·혈액형 표지장과 기타 영문 표지장을 부착할 수 있다. 단, 영문 표지장 부착은 연합작전 등 필요시에 한한다. 작전환경과 임무수행을 고려하여 동일 제식으로 제작된 군모, 군복, 군화 등의 복장 착용을 원칙으로 하되, 그 제식의 일부 및 계급장 명찰 등의 부착물은 국내 복제규정을 적용할 수 있다. 규정하지 않은 파병 요원의 복장 및 부착물과 관련된 사항은 각 군 참모총장의 건의를 받아 국방부 장관이 정한다.

### 파병 근무기장
국방부 장관은 파병근무 기장령을 제정하여 파병요원에게 파병 근무기장을 수여 할 수 있다. 파병 근무 기장은 현지에서 정상적으로 임무를 마치고 복귀한 요원에 한해 수여 한다. 각 군 참모총장은 매년 말일을 기준으로 파병근무 기장 소요를 판단하여 다음 연도 예산에 반영한다.

## 부대소개
- 부대가

```
우리는 대한의 빛나는 용사들
세계의 평화 위해 여기 모였다
조국의 명예와 세계의 평화 위해
대한의 정예부대 그 위상 높이자
세계평화유지 위해 하나된 우리
그 이름 명예롭다 국제평화지원단

우리는 세계의 용맹한 전우들
평화수호 위해 여기 뭉쳤다
해맑은 웃음과 세계 미래 위해
보람찬 최고 부대 그 전설 만들자
세계평화유지 위해 하나된 우리
그 이름 명예롭다 국제평화지원단

```

- 부대명칭

국제평화지원단은 '온누리 부대'라고 불리기도 한다. 모든 것 "은"과 지구촌 "누리"라는 뜻을 합친 단어이다. 평화와 희망을 의미하는 순 우리말이다.
- 부대마크

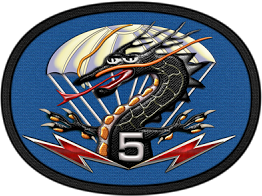
과거 제5공수특전여단 시절 마크

지구본은 부대의 활동무대인 전 세계를 나타내며, 태극무늬는 세계로 향하는 '대한민국'을 상징하고 월계수는 영광, 승리, 평화유지를 뜻한다. 청색은 평화와 희망, 무하한 역량을 의미한다.
- 부대상징
  - 동물 : 흑룡[의미 : 강인함]
  - 나무 : 구상나무[의미 : 기개]
  - 새 : 기러기[의미 : 의리, 용기, 단결]
  - 꽃 : 개나리[의미 : 희망, 기대, 깊은 정

## 같이 보기
- 대한민국 국군
- 대한민국 육군
- 육군본부
- 합참본부
- 육군특수전사령부

## 참고 문헌
1. 김은 (2018. 1. 24.). “대한민국 국방부 국군의 해외파병업무 훈령 전문”. 대한민국 국방부.
2. 김현태. (2015). UN 및 국내 PKO 동정 : UAE 아크부대 파병의 의미와 전략적 발전방안. PKO저널, 10(0), 22-25.
3. 진철호. (2018). 대한민국 국가대표 동명부대! 소통, 성장 그리고 도약. PKO저널, 17(0), 36-46.
4. 오균열. (2019). 한빛부대 파병의 성과확대 및 향후 발전방안. PKO저널, 18(0), 11-19.
5. 국방대학교Pko센터. (2014). “상처 입은 필리핀에 꿈과 희망을!” -아라우 부대-. PKO저널, 8(0), 25-27.
6. 박봉하. (2012). PKO 저널 : UN도 감탄한 아이티 최고 파병부대, 단비부대. PKO저널, 5(0), 10-14.
7. 김사진 (2006). “동티모르 상록수부대의 파병활동 성과와 파병부대의 활동방향”. 《국방부군사편찬연구소》.